# Кашубія
Кашубія (каш. Kaszëbë або каш. Kaszëbskô) — історична область над Балтійським морем з центром у місті Гданськ на півночі Польщі. Корінне населення — кашуби.

## Регіони
Традиційно Кашубію розмежовують на п'ять мовно-культурних регіонів:
1. Норда — терени північнокашубських говірок (повіти: пуцький, вейгеровський);
2. Вестжодк — територія східньокашубських говірок (картуський повіт);
3. Полнє — землі південнокашубських говірок (частини повітів: костирського, хойницького і тухольського);
4. Зопод — обшар, що напередодні 2 Світової війни належав Німеччині, відсоток кашубів у загальному населенні — невеликий (повіти лемборський і частково битовський);
5. Тжеґард — Тримісто.